# Atletiek op de Paralympische Zomerspelen 2024 - Verspringen vrouwen T20
Het Verspringen voor vrouwen klasse T20 op de Paralympische Zomerspelen 2024 vond plaats van op 6 september in het Stade de France. Deze klasse is voor atletes met een verstandelijke beperking, atletes in deze klasse hebben een IQ-score van 75 of minder. Titelverdedigster was Karolina Kucharczyk uit Polen, die in 2024 haar titel wist te prolongeren. De Braziliaanse Zileide Cassiano da Silva behaalde het zilver en Fatma Damla Altın uit Turkije won de bronzen medaille.

## Records
Voorafgaand aan het toernooi waren dit het wereldrecord en het Paralympisch record.
| Wereldrecord        | Polen Karolina Kucharczyk | 6.21 | Dubai | 14 november 2019 |
| Paralympisch record | Polen Karolina Kucharczyk | 6.03 | Tokio | 3 september 2021 |

## Uitslag
| Rang   | Atleet                       | Atleet | #1   | #2   | #3   | #4   | #5   | #6   | Resultaat | Bijz. |
| ------ | ---------------------------- | ------ | ---- | ---- | ---- | ---- | ---- | ---- | --------- | ----- |
| Goud   | Karolina Kucharczyk          | POL    | 5.52 | 5.70 | 5.78 | 5.82 | 5.68 | 5.36 | 5.82      | SB    |
| Zilver | Zileide Cassiano da Silva    | BRA    | 5.76 | 5.72 | 5.23 | 5.55 | 3.70 | 5.54 | 5.76      |       |
| Brons  | Fatma Damla Altın            | TUR    | 5.66 | 5.63 | 5.60 | 5.73 | 5.66 | x    | 5.73      | PB    |
| 4      | Esra Bayrak                  | TUR    | 5.32 | x    | 5.38 | x    | 5.20 | 5.64 | 5.64      | PB    |
| 5      | Jardênia Félix               | BRA    | 5.57 | x    | 5.31 | 5.21 | x    | 5.22 | 5.57      |       |
| 6      | Debora Oliveira de Lima      | BRA    | x    | 5.30 | 5.49 | 5.40 | 5.38 | x    | 5.49      |       |
| 7      | Ana Filipe                   | POR    | 5.35 | 5.42 | 5.48 | x    | x    | x    | 5.48      | SB    |
| 8      | Aleksandra Ruchkina          | NPA    | 5.22 | 5.04 | 5.13 | 5.08 | x    | 3.32 | 5.22      |       |
| 9      | Telaya Blacksmith            | AUS    | x    | 5.21 | x    |      |      |      | 5.21      |       |
| 10     | Mikela Ristoski              | CRO    | x    | 5.10 | 5.18 |      |      |      | 5.18      |       |
| 11     | María Alejandra Murillo      | COL    | 5.14 | 4.95 | 5.14 |      |      |      | 5.14      |       |
| 12     | Reyhan Tasdelen              | TUR    | 5.11 | 4.99 | 4.95 |      |      |      | 5.11      |       |
| 13     | Sonomi Sakai                 | JPN    | 4.78 | 3.29 | 4.87 |      |      |      | 4.87      |       |
| 14     | Paula Diana Carolina Vivenes | DOM    | 4.54 | 4.72 | 3.72 |      |      |      | 4.72      | SB    |
| 15     | Chio Hao Lei                 | MAC    | 3.97 | 4.17 | 4.15 |      |      |      | 4.17      | SB    |